# Grande mosquée de Kucha
La Grande mosquée de Kucha (chinois : 库车大寺 ; ouïghour : كۇچا مەسچىتى‎) est une mosquée située à Kucha, dans la préfecture d'Aksou, en région autonome ouïghoure du Xinjiang, au Nord-Ouest de la Chine.
Selon les dires traditionnels, la mosquée aurait été fondée en 1561, par Ishaq Wali (伊斯哈克·瓦里) de la secte Ishāqiya (zh) (黑山派, Isḥāqïya).
En 2013, elle est classée sur la septième liste des Sites historiques et culturels majeurs protégés au niveau national, pour le Xinjiang.

## Galerie

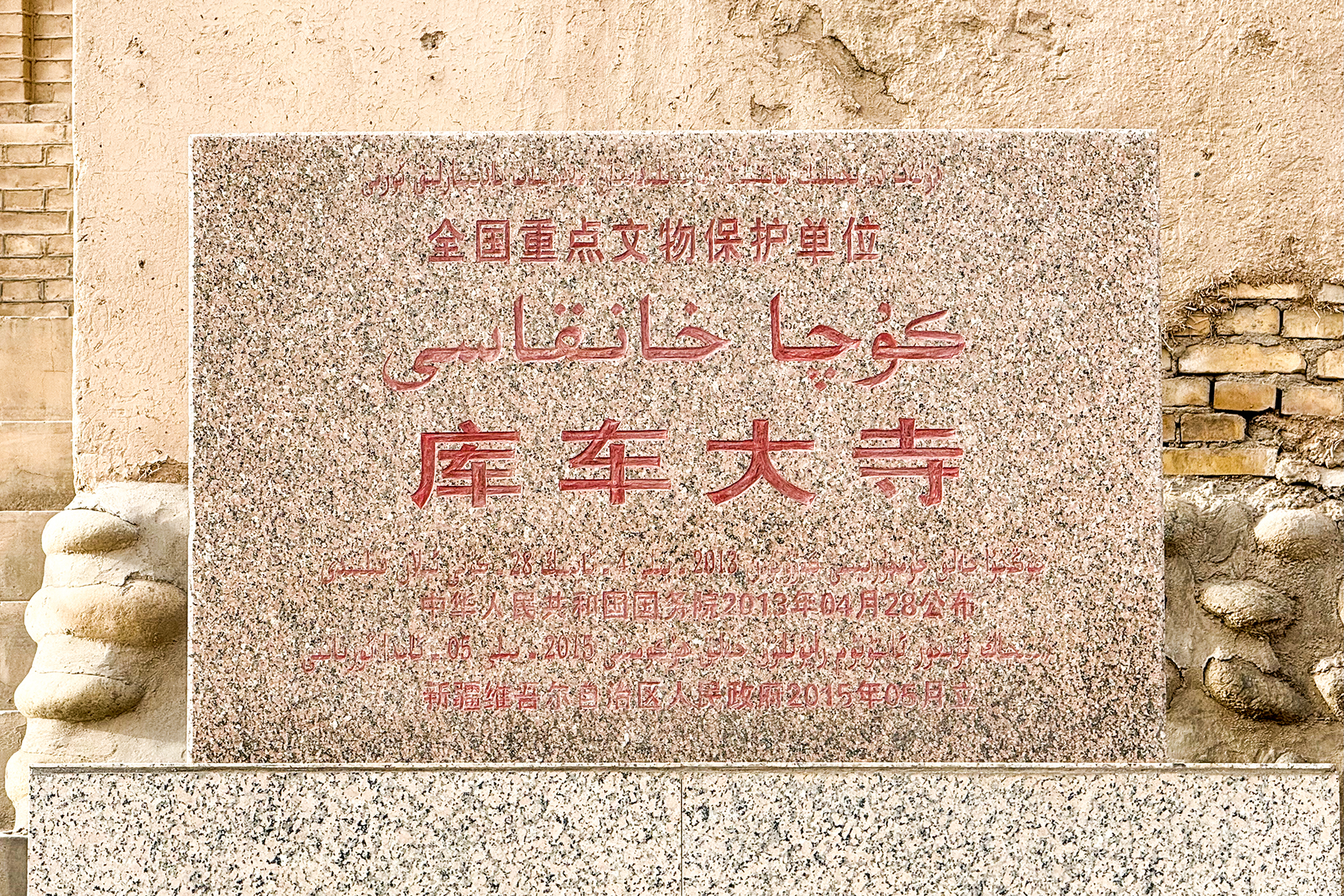
plaque de protection culturelle nationale
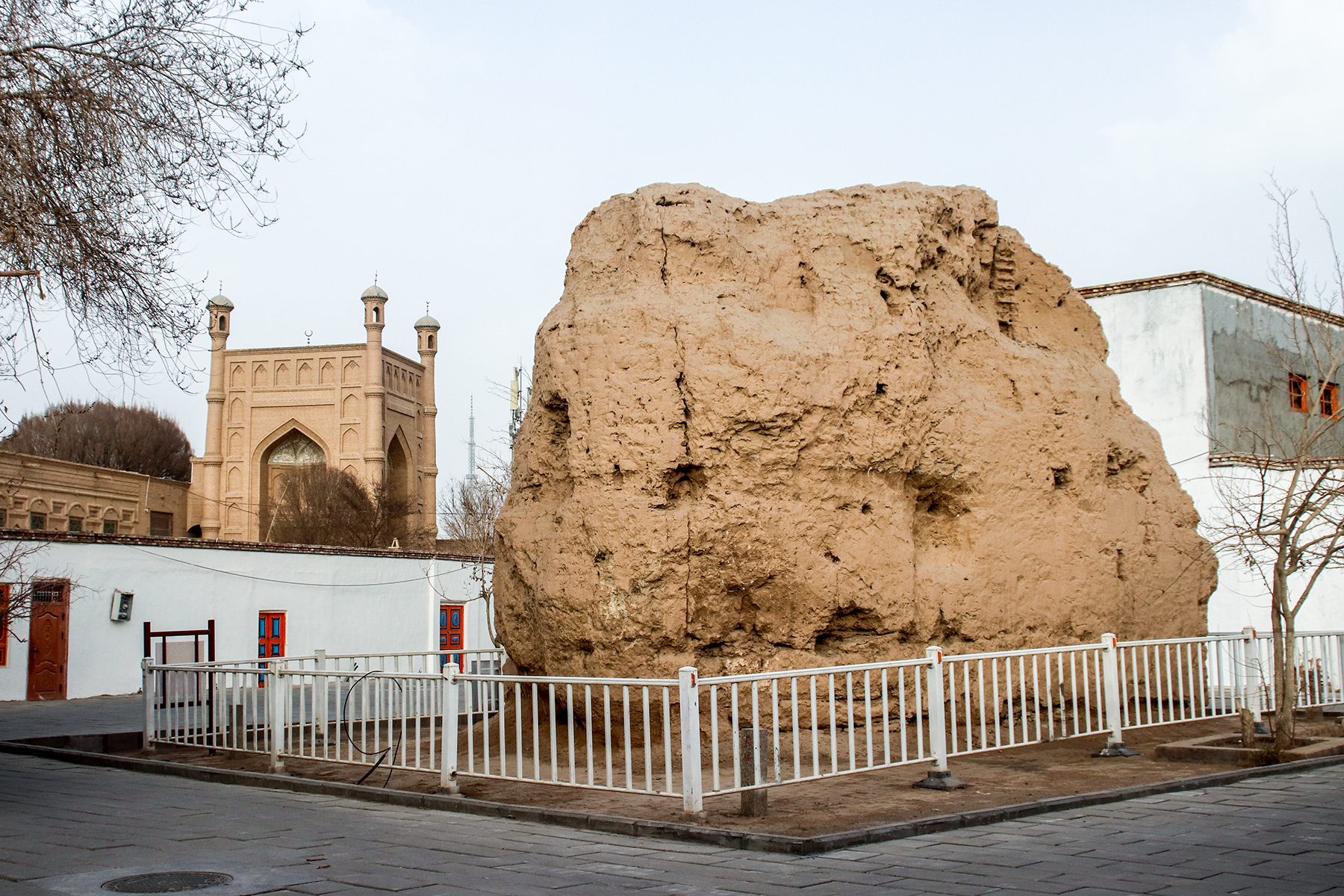
Vestiges de la tour Keheidun
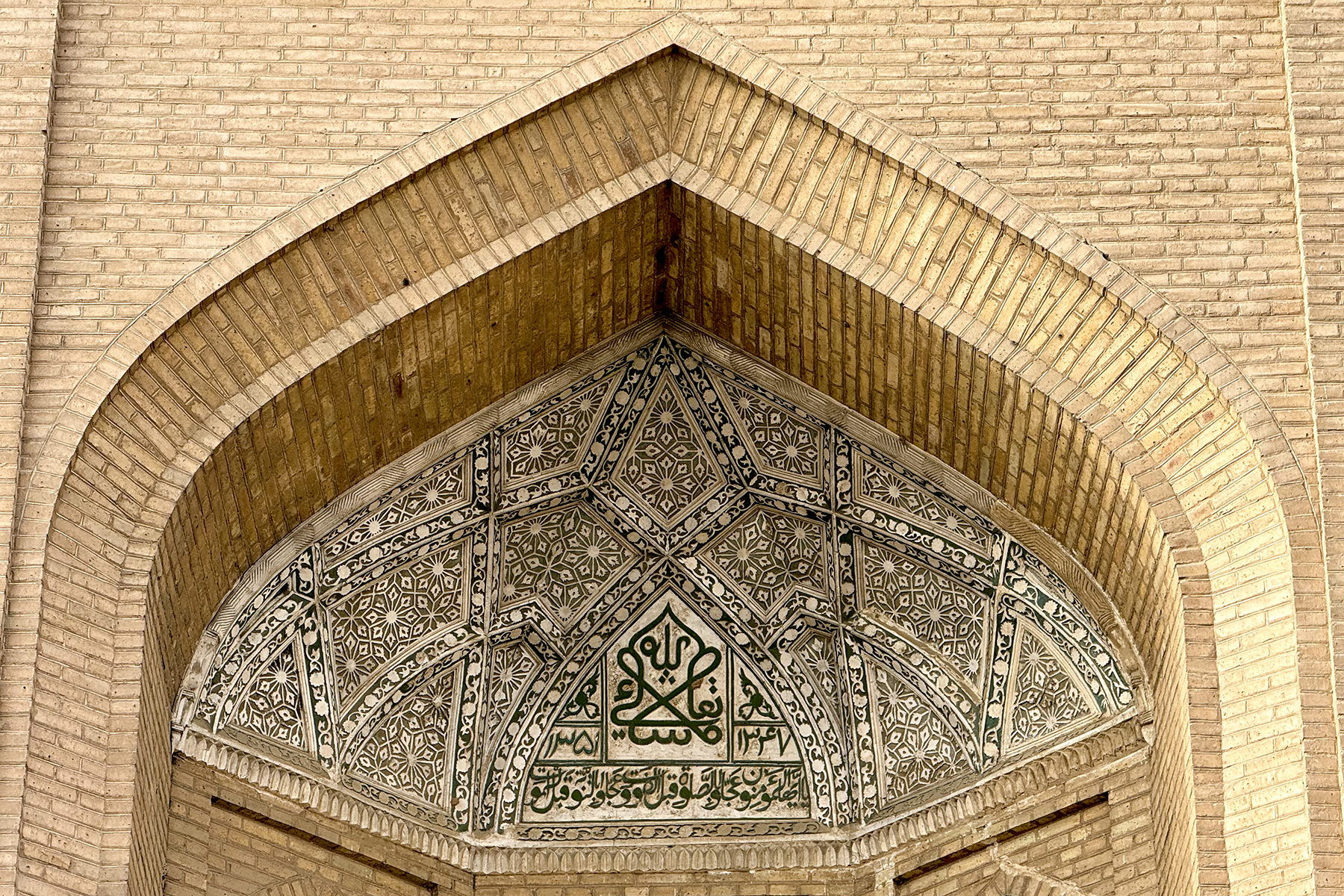
Décoration du portail
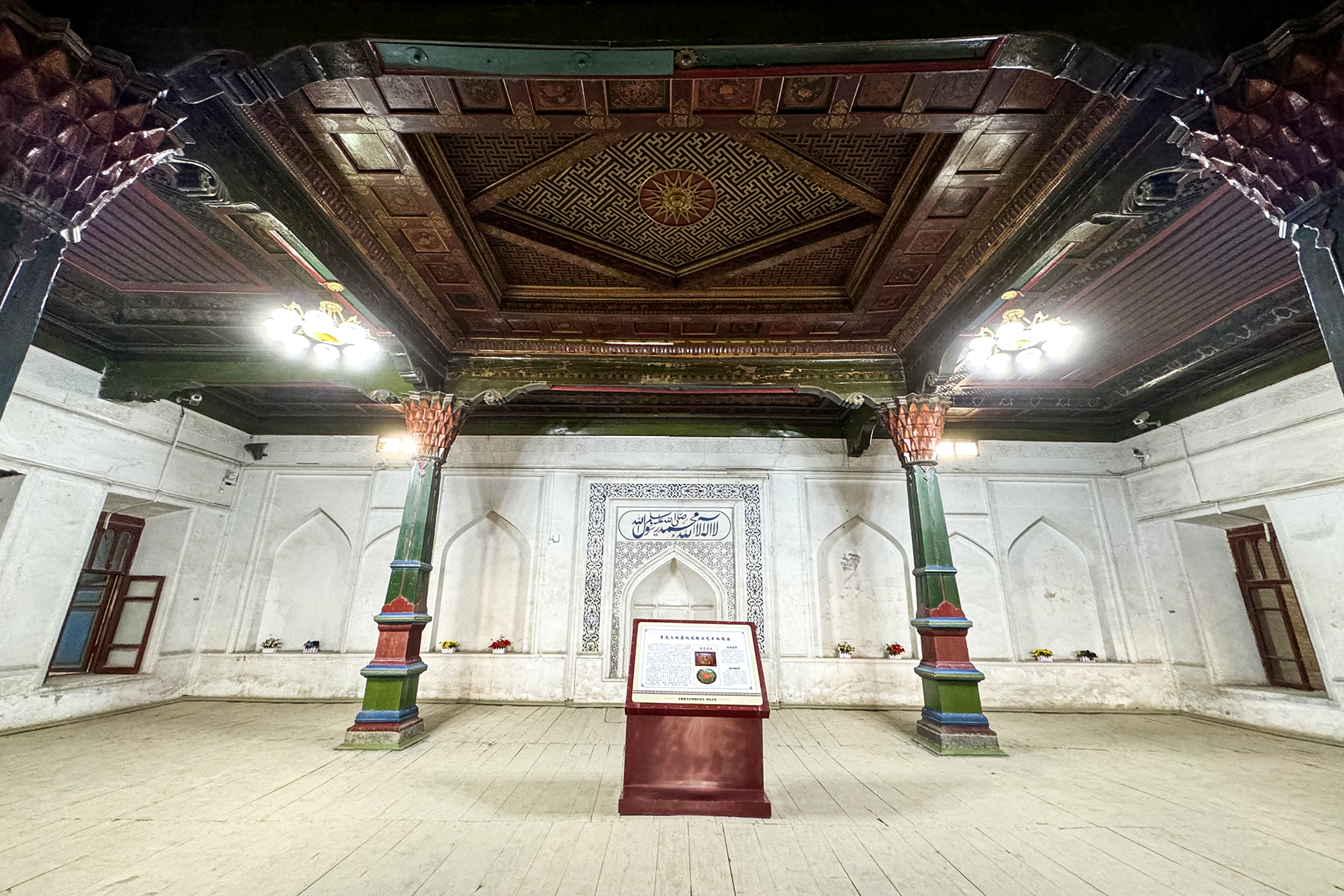
Intérieur
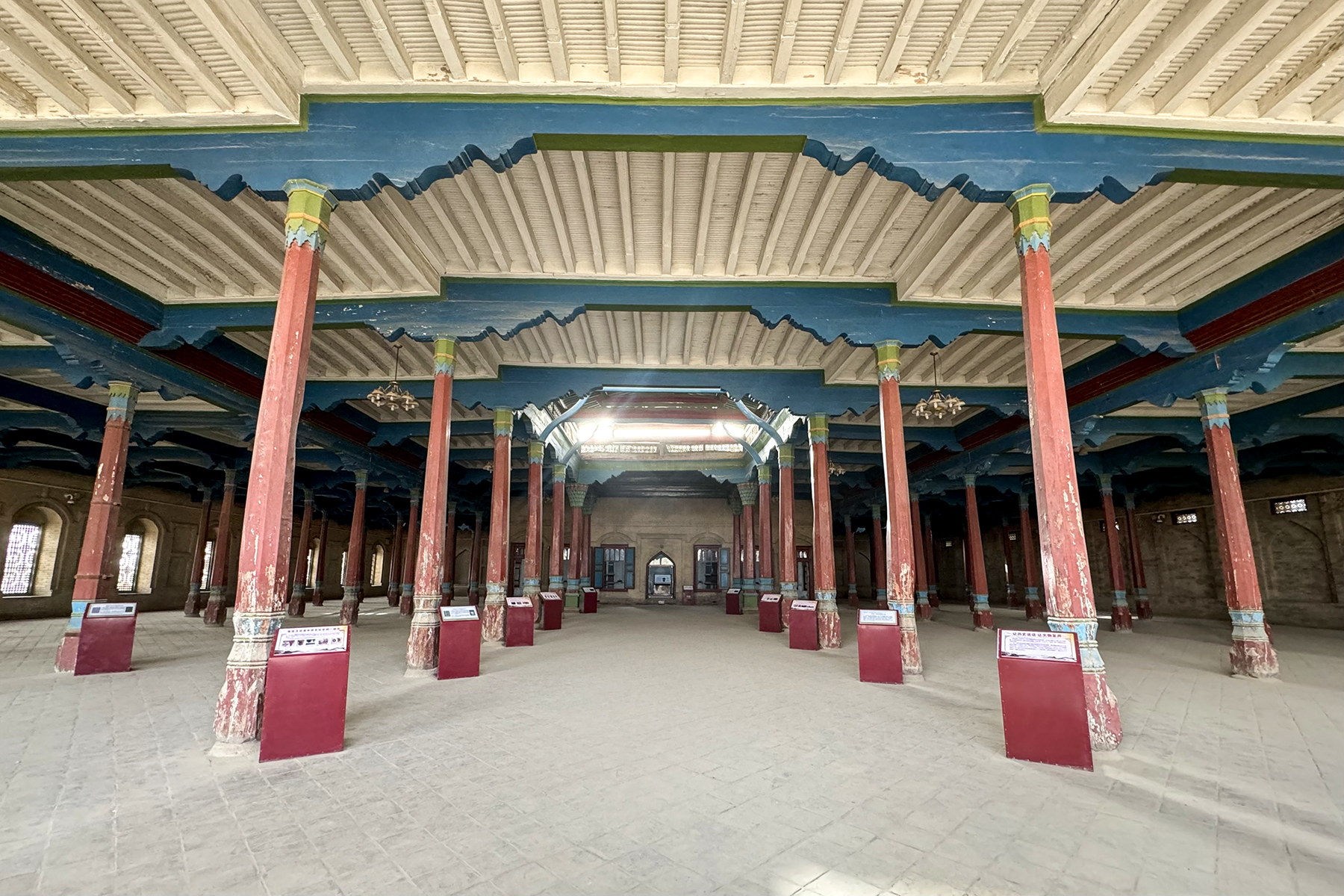
Hall
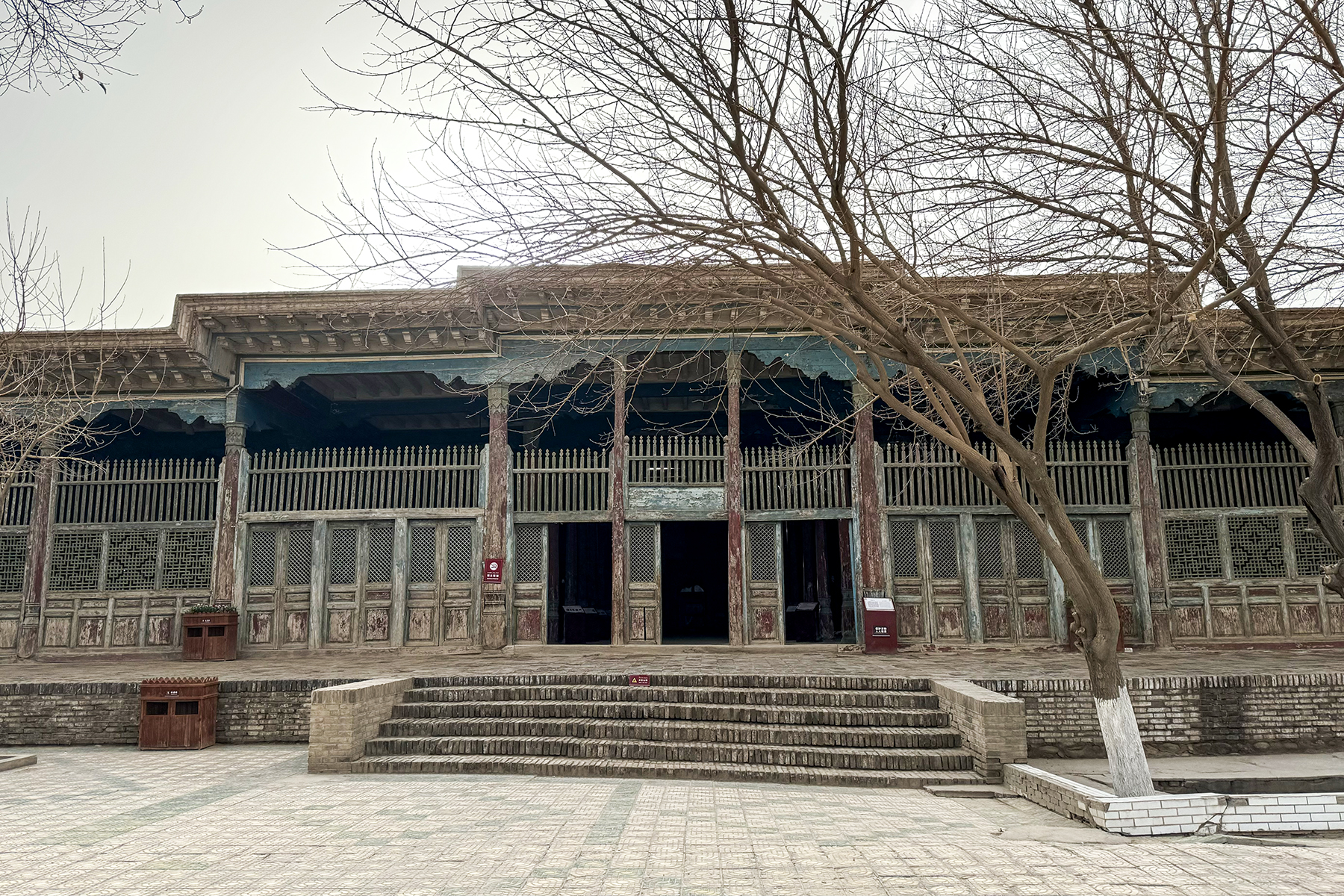
Extérieur du hall